# 제2차 세계 대전 기간의 프랑크푸르트암마인 폭격

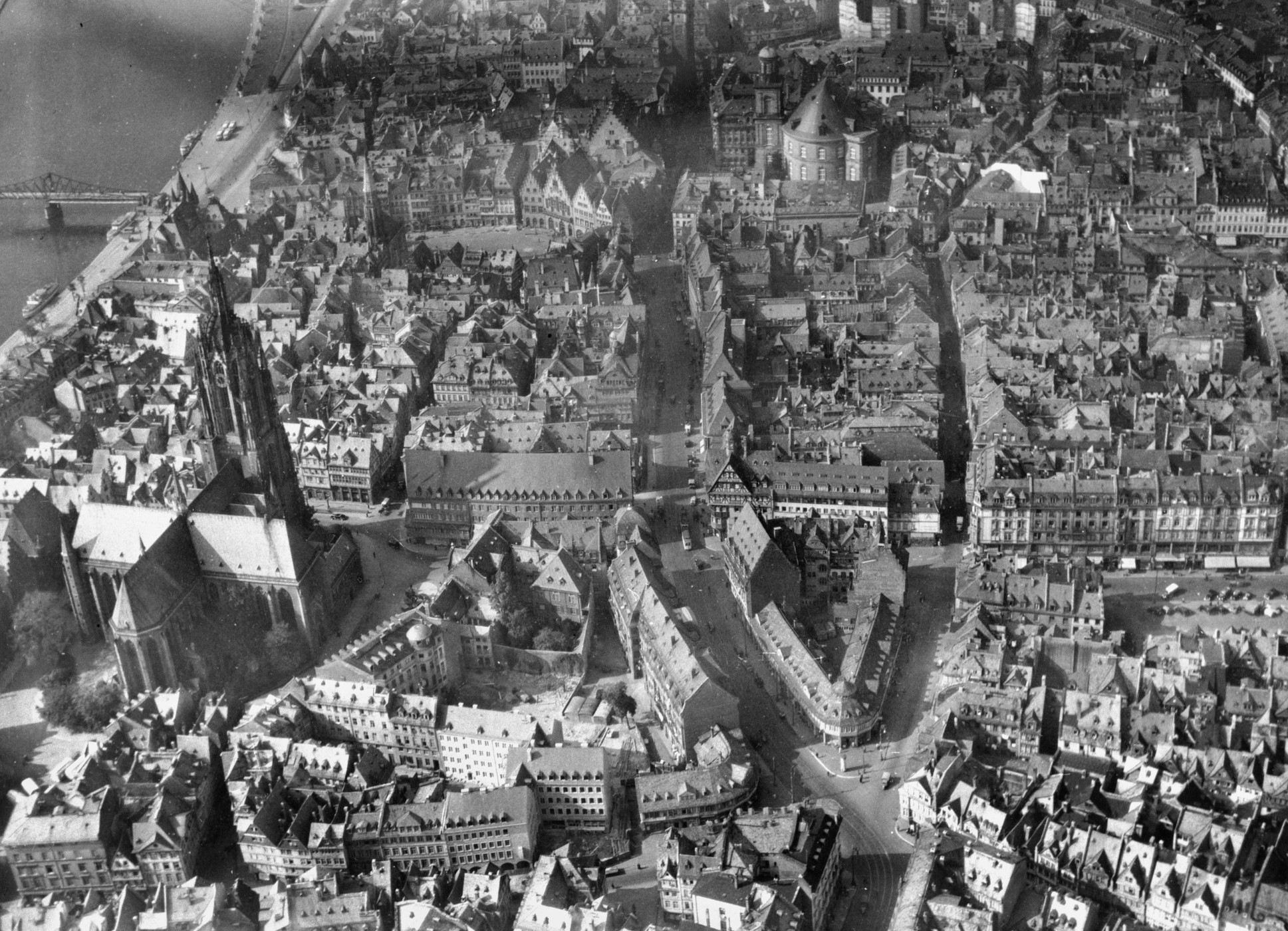
파괴되기 전 1942년 프랑크푸르트의 옛 도시

제2차 세계 대전 기간의 프랑크푸르트암마인 폭격에 관한 내용이다.
제2차 세계대전 당시 연합군의 프랑크푸르트암마인 폭격으로 약 5,500명의 주민이 사망하고 독일 최대 규모의 목재 골조 역사적 도심이 파괴되었다(제8공군이 이 도시에 12,197톤의 폭발물을 투하했다).
1939~45년 기간 동안 영국 왕립 공군(RAF)은 프랑크푸르트에 15,696톤의 폭탄을 투하했다.
전후 재건은 일반적으로 현대 건축을 사용했으며 몇몇 랜드마크 건물은 단순한 역사적 스타일로 재건되었다. 재건된 첫 번째 건물은 1789년에 지어진 프랑크푸르트 파울 교회였다.